# Margaret Hoelzer
Margaret Josephine Hoelzer, född 30 mars 1983 i Huntsville i Alabama, är en amerikansk simmare.
Hoelzer blev olympisk silvermedaljör på 200 meter ryggsim vid sommarspelen 2008 i Peking.